# L'Attico (galleria d'arte)
L'Attico è una galleria d'arte contemporanea italiana che si distinse come galleria d'avanguardia negli anni sessanta e settanta e per aver contribuito al successo di molti artisti tra cui Pino Pascali, Jannis Kounellis, Gino De Dominicis e Luigi Ontani. 
La galleria L'Attico è diretta da Fabio Sargentini ed è attiva dal 1957 a Roma. 
Nel 2010 il MACRO ha presentato una mostra che ne ripercorre l'attività culturale e artistica del periodo compreso tra il 1966 e il 1978.

## Storia
Fondata nel 1957 da Bruno Sargentini e dal figlio Fabio, la prima sede era in Piazza di Spagna 20, trasferita nel 1969 in un garage al 22 di via Beccaria e poi, dal 1972, in un grande appartamento in via del Paradiso, nei pressi di Campo de' Fiori a Roma.

### Piazza di Spagna
La prima sede della galleria fu inaugurata con una mostra collettiva il 25 novembre 1957.
Nel 1959 esposero Vasco Bendini, Jean Fautrier e Lucio Fontana.
Negli anni sessanta Leoncillo, Giuseppe Capogrossi, Roberto Matta, René Magritte, Victor Brauner. Nel 1967 vengono poi presentate in questa sede le mostre di Pino Pascali e Jannis Kounellis che gettarono le basi di quello che diventerà più tardi L'Arte Povera. Fu proprio la morte per un incidente automobilistico dell'amico fraterno di Sargentini, Pino Pascali, la causa del difficile periodo finale della galleria di Piazza di Spagna. La sede chiuse alla fine dell'inverno 1968.

### Via Beccaria
Dal 14 gennaio 1969 L'Attico riaprì in Via Beccaria. È qui che Jannis Kounellis realizzò la mostra con dodici cavalli vivi, definita dallo stesso Sargentini come "la mostra in una galleria privata più celebre del '900". In questi mesi poi, l'incontro con la performer italoamericana Simone Forti ed i suoi racconti dell'esperienza newyorkese, in cui "musicisti, danzatori, scultori, pittori collaboravano fra loro (...) cercavano spazi diversi nell'ottica della commistione delle arti, una chiesa sconsacrata, il greto di un fiume, il roof di un grattacielo...", aprirono a Sergentini nuovi spazi immaginativi, portandolo ben presto a viaggiare fra Roma e New York, nel tentativo di formare un ponte fra la capitale e la grande mela. Vengono così presentati nel 1969, presso L'Attico di Via Beccaria, i due compositori del minimalismo americano Terry Riley e La Monte Young. Nel 1970 invece, L'Attico di Sergentini, in collaborazione con Simone Carella del Beat '72, portano in questi luoghi Philip Glass, Steve Reich, Charlemagne Palestine, Joan La Barbara e di nuovo La Monte Young, che presenta in anteprima assoluta The Well Tuned Piano. Negli anni a seguire, alla Galleria L'Attico furono proiettati i video di Gerry Schum e Marisa Merz e presentati spettacoli e festival di performer e di danza ai quali parteciparono artisti come Trisha Brown, Simone Forti. Espongono poi nello stesso periodo Mario Merz, Eliseo Mattiacci ed il performer italoamericano Vito Acconci. Sol LeWitt e Robert Smithson esposero per la prima volta in Italia. Il 5 novembre Gino De Dominicis, dopo la sua attività con il Gruppo Laboratorio 70 di Via Brunetti, tenne la sua prima mostra personale.
Nel 1970 L'Attico ospitò Jean Tinguely e nel 1972 Joseph Beuys.
Tra il 9 e l'11 giugno 1976 Fabio Sargentini segnò la chiusura definitiva dello spazio espositivo di via Beccaria inondandolo con 50.000 litri di acqua.

### Via del Paradiso
L'Attico di via del Paradiso aprì con una mostra personale di Jannis Kounellis nell'aprile 1972. Nello stesso anno esposero Gilbert & George e, con le loro prime mostre personali Katharina Sieverding e Vito Acconci.
Nel giugno 1973 la galleria ospitò Sol LeWitt; il 28 novembre dello stesso anno venne esposta la famosa porta dello studio di Marcel Duchamp.
Nel 1975 Alighiero Boetti, Sandro Chia, Eliseo Mattiacci e Emilio Prini esposero per sei giorni consecutivi 24 ore su 24. Tra il 1974 e il 1978 esposero Luigi Ontani, Marisa Merz, Nam June Paik, Hidetoshi Nagasawa.
Oltre ai nomi citati, la galleria ha esposto le opere di diversi altri artisti, tra cui: Hans Bellmer, Giuseppe Capitano, Marco Colazzo, Paolo del Giudice, Fabrice de Nola, Alberto Di Fabio, Stefano Di Stasio, Mark Francis, Paola Gandolfi, Mojmir Jezek, Matteo Montani, Luca Padroni, Paolo Picozza, Sergio Ragalzi, Marco Tirelli, Ben Vautier, Giancarlo Limoni, Claudio Palmieri, Claudio de Paolis, Enrico Luzzi, Luigi Puxeddu, Piero Pizzicannella, Nunzio.
Nel 2007 L'attico ha compiuto cinquant'anni di attività.